# فطر بن خلیفه
فطر بن خلیفه معروف به فاطر بن خلیفه ابوبکر کوفی قرشی مخزومی، راوی شیعه و از تابعین است. به گفته بخاری، عالم سنی‌مذهب، او نزدیک به شصت حدیث دارد. وی شیعه بوده و پسرش بکر، از اصحاب جعفر صادق، امام هفتم شیعیان بوده است. او در سال ۱۵۳ هجری قمری یا ۱۵۵ هجری قمری، در دوره منصور عباسی درگذشت.

## نظر عالمان اهل سنت
نظر برخی از عالمان اهل سنت درباره فطر بن خلیفه چنین است:
- شمس‌الدین ذهبی: عالم و محدّثِ راستگو.
- عجلی: مورد اطمینان و دارای احادیث نیکو.
- عبدالله فرزند احمد بن حنبل، به نقل از پدرش: مورد اطمینان و دارای حدیث نیکو.
- ابن داود: از مورد اطمینان‌ترین مردم کوفه.
- جوزجانی: مورد اطمینان نیست.
- ابن حجر: او در طبقه پنجم از روات است.